# Альбрехт Коссель
Альбрехт Коссель (нім. Albrecht Kossel, 16 вересня 1853, Росток — 5 липня 1927, Гайдельберг) — німецький лікар, біохімік і фізіолог, удостоєний у 1910 році Нобелевскої премії з фізіології або медицини за значний вклад у розуміння хімічного складу білків та нуклеїнових кислот. Батько фізика Вальтера Косселя.

## Біографія
Після закінчення Страсбурзького університету Коссель в 1877—1881 працював асистентом у Гоппе-Зейлера в Страсбурзі. З 1883 завідував хімічним відділенням Фізіологічного інституту Дюбуа-Реймона в Берліні. З 1887 року призначений екстраординарним професором у Берлінському університеті, у 1895 отримав кафедру ординарного професора в Марбурзькому університеті, з 1901 в Гайдельберзькому університеті. З 1923 року працював в організованому ним в Гайдельберзі Інституті по вивченню білків, був його директором.
Став членом Гайдельберзької академії наук.

## Дослідження
Косселю належить ряд досліджень хімічної будови рослинних і тваринних клітин, особливо нуклеїну, при цьому йому вдалося відкрити деякі нові складові частини (наприклад, аденін і тимін). У 1894 висунув теорію, що амінокислоти є головними структурними елементами білків. У 1896 році він відкрив амінокислоту гістидин. Він вперше висловив припущення, що амінокислоти служать «будівельними блоками» при синтезі білків. Численні експерименти, поставлені шляхом знов запропонованих ним методів розкладання білкових речовин, внесли зчначний внесок до вчення про хімічної будови білків. Велику частину своїх робіт Коссель помістив у видаваному ним журналі «Zeitschrift für physiolog. Chemie». Окремо видані його роботи: «Die Gewebe des menschlichen Körpers und ihre mikroskopische Untersuchung» (спільно з Беренсом і Шиффердекером, 1889—1891) і «Leitfaden fur mediz. chem. Kurse» (5-е видання, Берлін, 1904).